# Assomada
Assomada (zöld-foki kreol nyelven: Somada) város Santiago szigetén a Zöld-foki Köztársaságban. Santa Catarina székhelye, ami a sziget nyugati csücskéjében fekszik, és ez a sziget legnagyobb városa.
Assomada nagyjából a felföld középpontjánál fekszik, Santiago országútjánál, Praia városától délre, Tarrafaltól pedig nyugatra. Ez az út összeköti a települést Pedra Badejóval, és a fővárossal, ami 26 km-re fekszik tőle.

## Földrajzi terület
Assomada fontos kereskedelmi szerepet játszik. Itt sok portugál-stílusú épület található.
Assomada legfontosabb ágazata a mezőgazdaság és a piac. Az ezen a vidéken termelt termények összpontosítva kerülnek a piacra, ami a nemzeti és nemzetközi piacoknál fontos szerepet játszik.
Assomada továbbá egy múzeumnak is otthont ad, a Museu da Tabankának, ami a város mellett fekszik. A múzeumot Repartição da Fazenda e dos Correios építette, ami eredetileg történelmi és kulturális örökségi helynek tartják. Ebben a kulturális központban különféle karneválokat, hangversenyeket és egyéb kulturális eseményeket tartanak. Ezen kívül a múzeumban sok iratot és festményt találhatunk.

## Lakossága
| 1990 | 3 414  |  |
| 2000 | 7 067  |  |
| 2010 | 12 332 |  |